# Preserve (компанія)
Preserve — американська компанія сталих споживчих товарів, яка створює побутові вироби з переробленого поліпропіленового пластику № 5. Компанія була заснована в 1996 році Еріком Гудзоном. Головний офіс компанії розташований у Волтемі, штат Массачусетс. Preserve використовує перероблений та пост споживчий пластик, щоб створити всі свої продукти від зубних щіток до кухонного начиння.

## Історія
Материнська компанія Preserve, Recycline, була заснована в 1996 році Еріком Гудзоном. Гудзон співпрацював зі стоматологами та промисловими дизайнерами для розробки зубної щітки Preserve (перший продукт компанії), яка була запущена у березні 1997 року. Лінія компанії відтоді розширюється, додаються інші продукти, такі як кухонний інвентар та посуд.

## Продукти
Ручки бритв Preserve виробляються з перероблених пластмас, 65 % з яких походять з йогуртових контейнерів. Preserve також виробляє і продає змішувальні миски, дошки для нарізання, мірні чашки, контейнери для зберігання харчових продуктів і друшляки — все зроблено з перероблених матеріалів.
Продукти компанії виготовляються в США, вільні від бісфенолу, безпечні у використані в мікрохвильовій печі, не випробовуються на тваринах, та продаються на національному рівні в магазинах, таких як Whole Foods Market, Trader Joe's, Hannaford, The TJX Companies, and Amazon.

## Процес
Компанія отримує пластик для своєї продукції як від приватних осіб, так і від компаній, що займаються збиранням пластику. Компанія використовує перероблювальний поліпропіленовий пластик — в першу чергу отриманого з контейнерів для йогурту та хумусу — для створення екологічно чистих побутових товарів. Поки Preserve повторно використав понад 100 тонн перероблених матеріалів.

## Gimme 5
Для подальшого заохочення переробки пластику № 5, Preserve, ініціював програму Gimme 5 у 2009 році — загальнонаціональна програма, яка співпрацює з Whole Foods Market. Gimme 5 — партнерство між Preserve та різноманітними однодумцями, такими як Stonyfield Farm та Berry Global. За програмою Gimme 5 було встановлено контейнери в більш ніж 200 магазинах мережі Whole Foods Market. Ці контейнери служать для збору пластику № 5, а також фільтрів для води компанії Brita та стаканів компанії Plum Baby. Споживачі можуть викинути свої чисті, пластмасові вироби, марковані «5» на будь-якій загальнонаціональній Gimme 5 станції. Berry Plastics, Whole Foods та Preserve керують всією збіркою та переробкою. В результаті програми Whole Foods переробили майже 300 000 фунтів пластику № 5 у 2012 році. Приблизно 10 — 20 % пластику № 5, що використовуються в продукції Preserve, отримані з програми Gimme 5. Партнерство з Recyclebank також дозволяє споживачам заробляти бали за їхні зусилля в утилізації.